# Gianfranco Ferré
Gianfranco Ferré (Legnano, 15 d'agost de 1944 - Milà, 17 de juny de 2007) era un dissenyador de moda italià també conegut com "l'arquitecte de moda" pel seu fons i la seva actitud original en la creació del disseny de moda.
Nascut a Legnano, Itàlia, es va graduar en arquitectura el 1969 a la universitat Politecnico di Milano. Va començar la carrera al món de la moda el 1970 dissenyant complements, i després va treballar com a dissenyador d'impermeables els anys 1972-74. Fundà una empresa pròpia, la "Baila" el 1974, i va llançar una primera col·lecció per a dona el 1978. La primera col·lecció d'home va aparèixer el 1982, seguida el 1986 per la seva primera col·lecció d'alta costura a Roma. Ferré es va convertir en el director estilístic de Christian Dior a París el 1989, quan va ser triat pel propietari Bernard Arnault per reemplaçar Marc Bohan. En 1996, es va anunciar que Ferré acabaria el seu compromís amb Dior amb la col·lecció de l'estiu 1997.
La seva pròpia marca és més relaxada i rebaixada que Dior. Sofisticades camises blanques s'han convertit en el símbol de la seva signatura personal en el disseny de moda.
Ferré semblava ser extremadament crític amb les tendències i els trucs de la moda. Es va ocupar de la seva exigent agenda, sent responsable d'una marca francesa d'alta costura i de la seva pròpia marca italiana, viatjant entre Milà i París en el seu avió privat. Ferré tenia una casa al costat del llac Maggiore, prop de Milà.
Ferré morí el 17 de juny de 2007. El divendres anterior havia patit una hemorràgia cerebral massiva i va ser hospitalitzat al San Raffaele Hospital de Milà, on va morir uns quants dies més tard.

## Línies de producte
- Gianfranco Ferré: La línia principal per homes, dones i nens
- Ferré: abans coneguda com a White Label, més pràctica, per a homes i dones. Dins d'aquesta línia, hi ha Ferré Red (per talles grans) i Ferré Fur. Per homes també hi ha Ferré Underwear.
- GF Ferré: La més jove, línia més esportista, per homes i dones
- Gianfranco Ferré Fragrancies[3]
- Ferre Milano: Línia casual per a dones i homes

## Premis[calcitació]
Ferré va guanyar un nombre de premis prestigiosos, incloent-hi L'Occhio d'Oro, durant la seva carrera:
- Occhio d'Oro Premi (sis vegades) per Millor Dissenyador italià
- Medalla d'or de la Ciutat de Milà
- Commendatore de l'Ordine, títol atorgat pel President de la República italiana
- Didal d'Or per la seva primera col·lecció per Dior d'alta costura al 1989